# 格雷森 (肯塔基州)
格雷森（英語：Grayson），是美国肯塔基州的一座城市。建立于1838年，面积约为7.5平方公里（2.9平方英里）。
格雷森在美国60号公路和64号州际公路上的东北区。它位于阿什兰以西约21英里处。2010年，人口普查的人数为4217人这座城市连同卡特县，与附近的亨廷顿-阿什兰有着密切的联系，而且往往被错误地包括在阿什兰西部边界以西9英里处。